# Ханбудагов, Эюб Ширин оглы
Эюб Ширин оглы Ханбудагов (азерб. Xanbudaqov, Eyyub Şirin oğlu; 1893, Елизаветполь — 13 октября 1937, Баку) — государственный деятель Азербайджанской ССР. Председатель Азербайджанской чрезвычайной комиссии (1920—1921). Народный комиссар внутренней торговли ЗСФСР (до 1936).

## Биография
Родился в 1893 году в бекской семье в г. Елизаветполь, где получил начальное образование. После окончания Бакинского мореходного училища служил на пассажирском судне.
С 1918 года большевик.
В период АДР работал переводчиком в Министерстве юстиции.
С 19 октября 1920 по 19 февраля 1921 года занимал должность председателя Азербайджанской чрезвычайной комиссии (по другим данным, с 14 мая по 24 октября 1920 года и с января по 10 февраля 1921 года).
В 1921 году по рекомендации Наримана Нариманова был избран вторым секретарём ЦК Коммунистической партии Азербайджана.
В 1924 году возглавлял националистический уклон в АКП(б) (т. н. «ханбудаговщину»). 
Уехал в Москву для обучения в Коммунистической академии. После окончания академии был отправлен в ЗСФСР. С весны 1926 года работал в Закрайкоме ВКП(б). До 1936 года занимал должность заместителя Народного комиссара легкой промышленности, также Народного комиссара внутренней торговли. 
В 1936 году, после упразднения ЗСФСР, являлся первым заместителем председателя «Азериттифаг».

### Арест
19 декабря 1936 года арестован НКВД СССР по обвинению в национализме. Вслед за этим, 28 января 1937 года исключён из ВКП(б) «как к-р троцкист и националист, изъятый органами НКВД». 
23 июля 1937 года осуждён Особым Совещанием при НКВД СССР. Приговорен к 5 годам исправительно-трудовых лагерей. Однако в дальнейшем был включен в «Сталинский расстрельный список» от 3 октября 1937 года для осуждения Военной коллегией Верховного суда СССР.
Решением ВКВС СССР, принятым на выездной сессии в г. Баку 12 октября 1937 года, признан виновным как «участник с 1932 и член центра к-р, повстанческой, шпионско-террористической, буржуазно-националистической организации в Азербайджане» по статьям 64, 69, 70 и 73 УК Азербайджанской ССР. Приговорен к смертной казни, и на следующий день расстрелян.
Согласно решению Верховного Суда СССР от 26 декабря 1957 года реабилитирован (посмертно). 3 июня 1958 года восстановлен в партии (посмертно).